# Rebecca West
Rebecca West (Londres, 21 de diciembre de 1892 — ibídem, 15 de marzo de 1983) fue el pseudónimo con el que se dio a conocer la escritora, periodista, crítica y feminista inglesa Cecily Isabel Fairfield. Está tomado del personaje de Ibsen, una de las protagonistas de la obra teatral Rosmersholm. 

## Biografía
Era hija de Isabel Campbell Mackenzie (escocesa), pianista, y Charles Fairfield (irlandés), periodista y mujeriego, que abandonó a su familia en 1901 para montar una fábrica de productos farmacéuticos en Sierra Leona y que, solo y arruinado, murió en Liverpool en 1906. Su familia —era la menor de tres hermanas— se trasladó a Edimburgo, donde Cicely comenzó sus estudios, pero que tuvo que abandonar en 1907, al enfermar de tuberculosis. A partir de entonces gran parte de su formación fue autodidacta.
En septiembre de 1912, Rebecca West inició una íntima amistad con el escritor H. G. Wells (paradójicamente, a raíz de una crítica corrosiva escrita contra él); ambos escritores se hicieron amantes a finales de 1913. De esa relación nació Anthony West, el 4 de agosto de 1914. Aunque su romance sólo duró diez años, su amistad duró hasta la muerte de Wells en 1946. En 1930, con 37 años, Rebecca West se casó con el banquero Henry Maxwell Andrews, con el que permaneció hasta su muerte en 1968, año en que ella regresó a Europa, instalándose en Londres.
Delicada de salud desde 1970, murió con noventa años tras una larga enfermedad, el 15 de marzo de 1983.

## Trayectoria
Tras asistir a la Academia de Arte Dramático entre 1910-1911 (periodo en el que adoptó el seudónimo de "Rebecca West"), Cicely comenzó su carrera como columnista de un semanario sufragista, a partir de 1911; con anterioridad había firmado con su nombre una carta dirigida al diario The Scotsman, publicada el 16 de octubre de 1907, con el título Las reclamaciones electorales de la mujer. Su colaboración con la líder feminista Dora Marsden, se truncó en 1914, y concentró su trabajo periodístico en el Daily News y el periódico socialista The Clarion. Como portavoz de los ideales tanto socialistas como feministas, West llegó a colaborar en publicaciones como The New Yorker, The New Republic, Sunday Telegraph y New York Herald Tribune; y como corresponsal en The Bookman.
En julio de 1914 se publicó su novella Indissoluble Matrimony en las páginas del primer número de la revista vorticista Blast, una publicación de vanguardia en la que compartió protagonismo como escritores como Ford Madox Ford y Ezra Pound. Tras esta breve incursión, su siguiente obra fue El regreso del soldado (1918), donde analizó los efectos de la neurosis de guerra en los soldados que volvieron del frente tras servir en la Primera Guerra Mundial. El juez (1922) refleja su militancia feminista y aborda temas tan conflictivos en la época como la violación o las circunstancias sociales de las madres solteras.
Una de sus principales obras ensayísticas, Cordero negro, halcón gris (1941), es un estudio sobre Yugoslavia y una crítica del nazismo. El significado de la traición (1947) es una compilación de los reportajes que escribió para la revista New Yorker sobre los juicios por traición de los británicos tras la Segunda Guerra Mundial (1939-1945).

## Compromiso político
Partidaria del Frente Popular del gobierno en España durante la Guerra civil española, West creó el "Comité de Ayuda a Personas sin Hogar" para mujeres y niños españoles, junto a Emma Goldman, Sybil Thorndyke, Fenner Brockway y CEM Joad. Sus críticas al comunismo tras la conclusión de la Segunda Guerra Mundial hicieron que algunos observadores la acusaran de macartista, acusaciones que ella misma refutó.

## Repercusión en TV y cine
- La novela Los pájaros caen (1966) fue adaptada en una miniserie de la BBC en 1978, protagonizada por Felicity Dean, John Normington, Elizabeth Shepherd, George Couloris.

- Su novela El retorno del soldado fue llevada al cine en 1982 por Alan Bridges, protagonizada por Alan Bates, Julie Christie, Glenda Jackson y Ann-Margret.

- También, interpretándose a sí misma, participó en la película Rojos (1981), de Warren Beatty.

## Selección de obras
- Henry James (1915)
- Harriet Hume (1929)
- D.H. Lawrence (elegía)  (1930)
- San Agustín (1933)
- Un reguero de pólvora (1955), sobre el juicio de Núremberg
- La fuente rebosante (1957), (llevada a la radio por la BBC, como serial, en 2006)
- McLuhan y el futuro de la literatura (1969)

## Ediciones en español
- Cuando los pájaros caen. BackList. Trad. Rafael Vázquez. 2011. ISBN 978-84-08-10554-1.
- El significado de la traición. Reino de Redonda. Trad. Panteleimón Zarín. 2011. ISBN 978-84-936887-1-4.
- Matrimonio indisoluble. Zut Ediciones. Trad. Yolanda Morató. 2010. ISBN 978-84-613-8312-2.
- El regreso del soldado. Herce Editores. Trad. Laura Vidal. 2008. ISBN 978-84-936377-0-5.
- Cordero negro, halcón gris: un viaje al interior de Yugoslavia. Ediciones B. 2001. ISBN 978-84-406-9714-1.
- Rosas blancas, a las cuatro. Ediciones Destino. 1968. ISBN 978-84-233-0364-9.
- Un reguero de polvo. Reino de Redonda. 2014. ISBN 978-84-936887-5-2.